# 루이스 데 레케센스 이 수니가

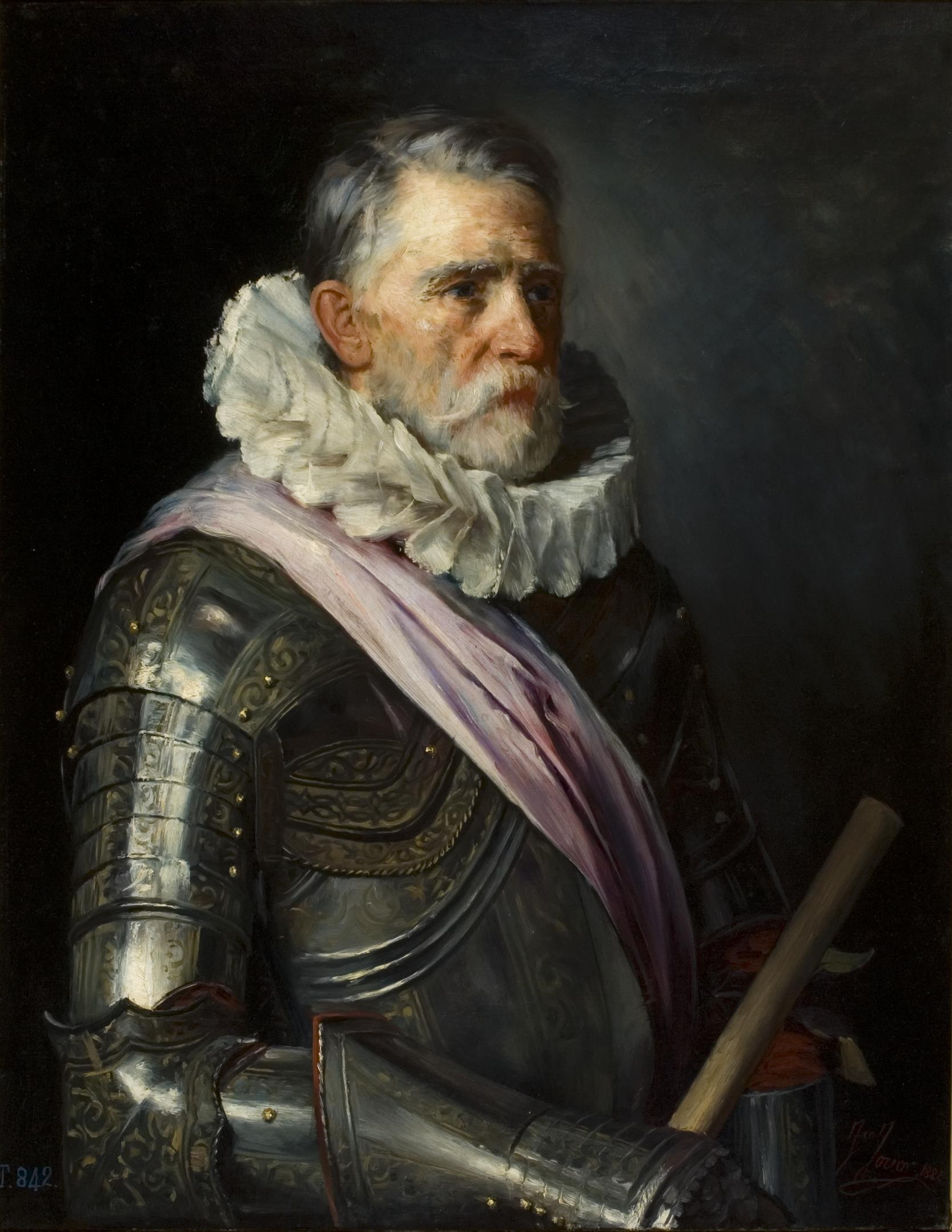
초상화

루이스 데 레케센스 이 수니가(Luis de Requesens y Zúñiga, 1528년 8월 25일 ~ 1576년 3월 5일)는 스페인의 장군, 선원, 외교관, 정치인이었다. 그는 밀라노 공국의 총독(1572년 ~ 1573년)과 스페인령 네덜란드의 총독(1573년 ~ 1576년)을 역임했다.

## 초기 경력
- 정부 관리 및 외교관으로 활동하며 1563년 로마에서 왕의 대표로서 신뢰를 얻었다.
- 1568년 알푸하라스에서 모리스코 반란을 진압하며 오스트리아의 요한의 중장으로 임명되었다.
- 레판토 전역 동안 요한과 동행했다.

## 총독 임명
- 1572년 밀라노 공국의 총독으로 임명되었으며, 카스티야의 산티아고 군사 기사단의 대사령관이 되었다.
- 1573년 펠리페 2세에 의해 스페인령 네덜란드의 총독으로 임명되었다.

## 정책 및 군사 활동
- 알바에 비해 온건한 태도를 취하며, 반란을 일으킨 네덜란드와 화해를 모색했다.
- 1574년 무커헤이드 전투에서 승리했으나 재정 문제로 인해 군사 작전이 중단되었다.
- 플랑드르와 네덜란드의 협상을 시도했으나 실패했다.

## 사망 및 후임
- 1576년 브뤼셀에서 갑자기 사망했으며, 이후 오스트리아의 존이 그를 대신하게 되었다.
- 그의 시신은 바르셀로나로 옮겨져 가족 궁전에 묻혔다.